# Veduta di tetti, effetto neve
Veduta di tetti, effetto neve (Vue de toits, Effet de neige) è un dipinto del pittore francese Gustave Caillebotte, realizzato nel 1878 e conservato al Museo d'Orsay di Parigi.

## Descrizione

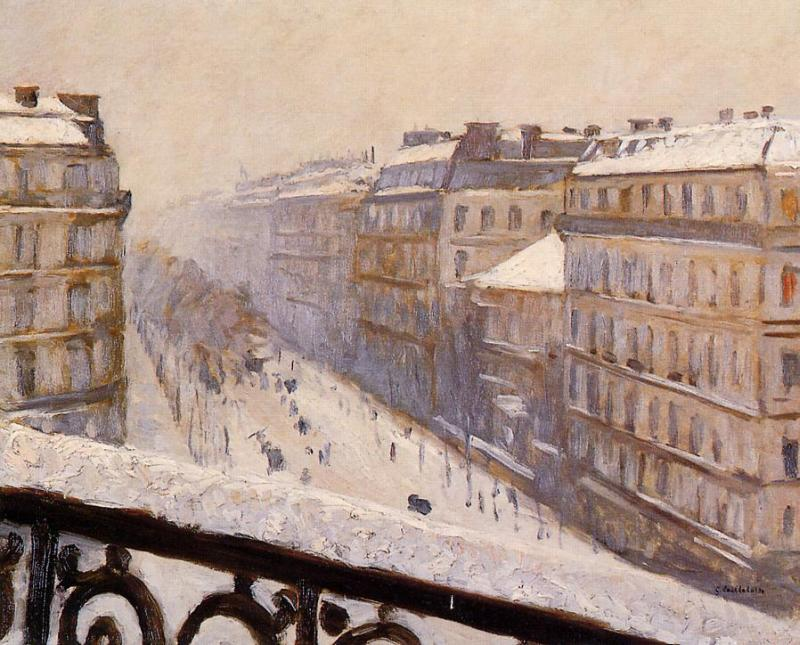
Gustave Caillebotte, Boulevard Haussmann, effet de neige (1880-81); olio su tela, 65×82 cm, collezione privata

Animato da un contagioso entusiasmo, Caillebotte perorò con passione la causa impressionista sia in veste di mecenate che in quella di pittore, ed impostò il proprio linguaggio figurativo attraverso le vedute urbane di Parigi. Questa Veduta di tetti, effetto neve, realizzata nell'inverno tra il 1878 e il 1879, è ascrivibile proprio a questo filone. Esposta alla quarta mostra impressionista del 1879 con altre ventiquattro opere, il dipinto passò quasi inosservato dalla critica ma - ironia della sorte - finì per essere una delle poche opere di Caillebotte conosciute al pubblico: le altre tele, infatti, appartennero per lungo tempo alle collezioni private dei discendenti di Caillebotte. Dopo un articolato percorso museale che ha visto l'opera nel patrimonio del Luxembourg, del Louvre e del Jeu de Paume nel 1986 quest'ultima pervenne alla sua sede attuale, venendo finalmente esposta al museo d'Orsay di Parigi.
In Veduta di tetti, effetto neve l'occhio attento di Caillebotte coglie un'inedita quanto affascinante veduta dei tetti innevati di Montmartre, caratteristico quartiere di Parigi. Sotto un cielo ingombro di nuvole plumbee si rincorrono pareti, facciate, timpani, abbaini, comignoli fumanti, oltre che gli scheletri degli alberi, spogli per via dei rigori dell'inverno. La tavolozza qui impiegata nel suo complesso è accordata sulle fuligginose armonie del grigio, che rendono l'opera assimilabile a una «poesia melanconica, quasi funerea», per usare le parole dello storico dell'arte Karin Sagner. Nemmeno il pallore di quelle sporadiche note di colore che tentano di ravvivare la lugubre desolazione di questo scenario, illuminato da una luce diffusa e omogenea. Tutte le finestre presenti nel dipinto, in effetti, sono chiuse: l'osservatore, in questo modo, non può né spiare all'interno delle abitazioni parigine né fruire della loro illuminazione artificiale. Dal punto di vista compositivo, invece, lo spazio dell'opera è squilibrato e asimmetrico, con un punto di vista eccezionalmente alto, e non sembra avere precedenti pittorici diversi: si notano piuttosto diverse tangenze compositive con le fotografie, che proprio in quegli anni stavano conoscendo un impetuoso sviluppo.